# Келл-фактор

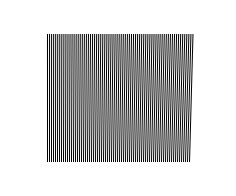
В 0,5 циклов / пиксель, предел Найквиста, амплитуда сигнала зависит от фазы, как видно на трех средних серый кривых, где сигнал поступает на 90 ° по фазе с пикселями.

Келл-фактор (англ. Kell factor) или Коэффициент Келла определяет отношение между ожидаемым и полученным разрешением изображения. Эта величина задана известным американским исследователем Рэем Келлом, в честь которого и назван коэффициент, и на данный момент является используемой величиной для характеристики потери качества при записи и воспроизведении видеоизображения. Келл-фактор может быть применим к разрешающей способности, которую выдает ПЗС формирователь с матрицы в фактическое изображение на монитор по горизонтали и вертикали для цветных и Монохромных видеокамер.

## История

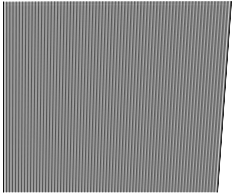
На циклов 0,33 / пиксель, 0,66 раз превышало предел Найквиста, амплитуда может быть в значительной степени поддерживается независимо от фазы.

| Источник                          | Kell factor | Kell factor |
| --------------------------------- | ----------- | ----------- |
| Kell, Bedford y Trainer (1934)    | 0,64        |             |
| Mertz y Gray (1934)               | 0,53        |             |
| Wheeler y Loughren (1938)         | 0,71        |             |
| Wilson (1938)                     | 0,82        |             |
| Kell, Bedford y Fredendall (1940) | 0,85        |             |
| Baldwin (1940)                    | 0,70        |             |